# Zonopimpla carolinae
Zonopimpla carolinae là một loài tò vò trong họ Ichneumonidae.